# Colquhounia elegans
Espèce
Colquhounia elegans (en chinois 秀丽火把花 xiùlì huǒbǎ huā) est une espèce de plantes à fleurs, de la famille des Lamiacées. C'est un arbuste trouvé en Asie (Yunnan, Cambodge, Laos, Myanmar, Thaïlande, Vietnam).
Variétés:
- Colquhounia elegans var. elegans - Yunnan, Cambodge, Laos, Myanmar, Thaïlande, Vietnam
- Colquhounia elegans var. tenuiflora (Hook.f.) Prain - Yunnan, Cambodge, Laos, Myanmar, Thaïlande, Vietnam

## Publication originale
- George Bentham, Pl. Asiat. Rar. 1: 65. 1830.